# Shekarpareh
Shekarpareh est un bonbon au sucre très populaire dans la province de Khorasan en Iran, et en Turquie (shekerpare tatlisi).

## Nom et signification
Le nom de cette pâtisserie en forme de croissant vient du persan shekar bureh (شکربوره). Shekar signifie « sucre » en persan et bureh est un mot qui remonte au moyen-persan *bōrak. Ce mot remonte à la racine proto-indo-européenne *bher- qui signifie « sculpter, couper, fendre ». Les langues turques ont emprunté ce mot au persan. Le nom d'une autre pâtisserie, borak (börek), est également emprunté au même mot persan,.

## Préparation
La pâte est composée de farine de blé, de beurre, de lait, de jaunes d'œuf, de crème et de levure. La garniture est préparée à partir d'amandes pelées ou de noix frites mélangées à du sucre en poudre. Elle comprend également de la cardamome pour parfumer la pâte.